# Rycerze Okrągłego Stołu

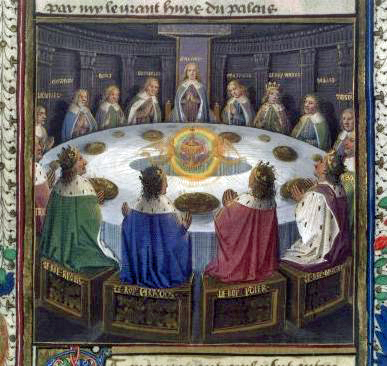
Rycerze Okrągłego Stołu i święty Graal. Malunek z XV w.

Rycerze Okrągłego Stołu – według legend arturiańskich 150 rycerzy zasiadających przy Okrągłym Stole na dworze króla Artura (choć wedle rozmaitych przekazów wymienia się ich także 25 lub 50). Jego kształt miał zapobiec kłótniom między rycerzami o pierwszeństwo. Misją Rycerzy Okrągłego Stołu było poszukiwanie legendarnego kielicha – Świętego Graala. Zaistniała hipoteza, iż w rzeczywistości Okrągły Stół był amfiteatrem, została jednak podważona.

## Najznamienitsi z rycerzy
- Król Artur
- Agravain
- Angwish, lub Angwisance
- Aries
- Baudwin z Bretanii
- Bedivere
- Belieus
- Bors de Granis
- Cynric
- Colgrevance
- Dagonet
- Dinadan
- Hektor de Maris
- Frigues
- Gaheris
- Galahad
- Gareth
- Gawain
- Girflet
- Kay
- Lamorak de Galles
- Lancelot z Jeziora (Lancelot du Lac)
- Lavaine
- Król Leodegrance, ojciec Ginewry
- Lionel
- Lucan Sługa
- Malagant, pierwotnie Rycerz Okrągłego Stołu, później wróg
- Morhołt
- Mordred, nieślubny syn króla Artura, pierwotnie Rycerz Okrągłego Stołu, później wróg Artura
- Palomides Saracen
- Pelleas, mąż Pani z Jeziora
- Król Pellinore
- Parsifal, syn Pellinore’a
- Sagramore
- Safir, brat Palomidesa
- Segwarides, brat Palomidesa
- Tor
- Tristan